# Championnats d'Europe espoirs d'athlétisme 2001
Navigation
1999 2003
Les 3es Championnats d'Europe espoirs d'athlétisme ont eu lieu du 12 au 15 juillet 2001 à Amsterdam, aux Pays-Bas.

## Résultats

### Hommes
| Épreuves          | Or                                                                                   | Argent                                                                             | Bronze                                                                                |
| ----------------- | ------------------------------------------------------------------------------------ | ---------------------------------------------------------------------------------- | ------------------------------------------------------------------------------------- |
| 100 m             | Jonathan Barbour (GBR) 10 s 26                                                       | Fabrice Calligny (FRA) 10 s 40                                                     | Przemyslaw Rogowski (POL) 10 s 45                                                     |
| 200 m             | Marcin Jedrusinski (POL) 20 s 94                                                     | Łukasz Chyła (POL) 20 s 99                                                         | Mark Howard (IRL) 21 s 00                                                             |
| 400 m             | Yuriy Borzakovskiy (RUS) 46 s 06                                                     | Marc-Alexander Scheer (GER) 46 s 43                                                | Rafal Wieruszewski (POL) 46 s 57                                                      |
| 800 m             | Antonio Manuel Reina (ESP) 1 min 47 s 74                                             | Joeri Jansen (BEL) 1 min 47 s 80                                                   | Nicolas Aïssat (FRA) 1 min 47 s 81                                                    |
| 1 500 m           | Wolfram Müller (GER) 3 min 38 s 94(CR)                                               | Ivan Heshko (UKR) 3 min 39 s 37                                                    | Sergio Gallardo (ESP) 3 min 39 s 50                                                   |
| 5 000 m           | Yusef El Nasri (ESP) 14 min 02 s 97                                                  | Dmytro Baranovskyy (UKR) 14 min 03 s 67                                            | Balázs Csillag (HUN) 14 min 04 s 84                                                   |
| 10 000 m          | Dmytro Baranovskyy (UKR) 29 min 13 s 36                                              | Koen Raymaekers (NED) 29 min 15 s 24                                               | Mattia Maccagnan (ITA) 25 min 15 s 32                                                 |
| 110 m haies       | Artur Budziłło (POL) 13 s 76                                                         | Felipe Vivancos (ESP) 13 s 79                                                      | Chris Baillie (GBR) 13 s 85                                                           |
| 400 m haies       | Matt Elias (GBR) 49 s 57                                                             | Periklis Iakovakis (GRE) 49 s 63                                                   | Mikael Jakobsson (SWE) 50 s 86                                                        |
| 3 000 m steeple   | Pavel Potapovich (RUS) 8 min 35 s 85                                                 | Vadim Slobodenyuk (UKR) 8 min 37 s 09                                              | Henrik Skoog (SWE) 8 min 38 s 27                                                      |
| 4 × 100 m         | Pologne Tomasz Kondratowicz Łukasz Chyła Marcin Płacheta Przemysław Rogowski 39 s 41 | Royaume-Uni Jonathan Oparka Jonathan Barbour Darren Chin Ben Lewis 39 s 45         | Slovénie Matic Šušteršič Matic Osovnikar Boštjan Fridrih Rok Orel 39 s 95             |
| 4 × 400 m         | Royaume-Uni David Naismith Adam Potter Richard McDonald Matt Elias 3 min 05 s 24     | Allemagne Simon Kirch Stefan Holz Ruwen Faller Marc-Alexander Scheer 3 min 05 s 39 | Russie Oleg Mishukov Maksim Babarykin Dmitriy Bogdanov Yevgeniy Lebedev 3 min 09 s 41 |
| 20 km marche      | Juan Manuel Molina (ESP) 1 h 23 min 03 s                                             | Stepan Yudin (RUS) 1 h 23 min 10 s                                                 | José David Domínguez (ESP) 1 h 23 min 16 s                                            |
| Saut en hauteur   | Rožle Prezelj (SVN) 2,21 m                                                           | Aleksandr Veryutin (BLR) 2,18 m                                                    | Fabrice Saint-Jean (FRA) 2,18 m                                                       |
| Saut à la perche  | Lars Börgeling (GER) 5,60 m                                                          | Mikko Latvala (FIN) 5,50 m                                                         | Giuseppe Gibilisco (ITA) 5,50 m                                                       |
| Saut en longueur  | Yann Domenech (FRA) 8,00 m                                                           | Volodymyr Zyuskov (UKR) 7,90 m                                                     | Schahriar Bigdeli (GER) 7,81 m                                                        |
| Triple saut       | Christian Olsson (SWE) 17,24 m                                                       | Igor Spasovkhodskiy (RUS) 17,08 m                                                  | Ionut Punga (ROU) 16,81 m                                                             |
| Lancer du poids   | Mikuláš Konopka (SVK) 19,79 m                                                        | Yuriy Belov (BLR) 19,38 m                                                          | Leszek Sliwa (POL) 19,08 m                                                            |
| Lancer du disque  | Zoltán Kővágó (HUN) 63,85 m                                                          | Heinrich Seitz (GER) 59,50 m                                                       | Gábor Máté (HUN) 59,45 m                                                              |
| Lancer du marteau | Nicolas Figère (FRA) 80,88 m                                                         | Olli-Pekka Karjalainen (FIN) 80,54 m                                               | Miloslav Konopka (SVK) 76,28 m                                                        |
| Lancer du javelot | Björn Lange (GER) 80,85 m                                                            | Aleksandr Baranovskiy (RUS) 76,74 m                                                | Jânis Liepa (LAT) 74,26 m                                                             |
| Décathlon         | André Niklaus (GER) 8 042 pts                                                        | Jaakko Ojaniemi (FIN) 7 907 pts                                                    | William Frullani (ITA) 7 871 pts                                                      |

### Femmes
| Épreuves          | Or                                                                            | Argent                                                                                       | Bronze                                                                                           |
| ----------------- | ----------------------------------------------------------------------------- | -------------------------------------------------------------------------------------------- | ------------------------------------------------------------------------------------------------ |
| 100 m             | Sina Schielke (GER) 11 s 52                                                   | Abi Oyepitan (GBR) 11 s 58                                                                   | Johanna Manninen (FIN) 11 s 61                                                                   |
| 200 m             | Johanna Manninen (FIN) 23 s 30                                                | Sina Schielke (GER) 23 s 45                                                                  | Ciara Sheehy (IRL) 23 s 54                                                                       |
| 400 m             | Antonina Yefremova (UKR) 52 s 29                                              | Helen Thieme (GBR) 52 s 75                                                                   | Aneta Lemiesz (POL) 53 s 25                                                                      |
| 800 m             | Anna Zagórska (POL) 2 min 07 s 27                                             | Irina Somesan (ROU) 2 min 07 s 27                                                            | Tatyana Rodionova (RUS) 2 min 07 s 60                                                            |
| 1 500 m           | Alesya Turova (BLR) 4 min 09 s 71                                             | Natalia Rodríguez (ESP) 4 min 11 s 20                                                        | Kelly Caffel (GBR) 4 min 12 s 30                                                                 |
| 5 000 m           | Katalin Szentgyörgyi (HUN) 15 min 40 s 55                                     | Anastasiya Zubova (RUS) 15 min 40 s 78                                                       | Tatyana Khmelyova (RUS) 15 min 51 s 88                                                           |
| 10 000 m          | Olga Romanova (RUS) 33 min 36 s 03                                            | Sonja Stolic (YUG) 33 min 37 s 02                                                            | Sabrina Mockenhaupt (GER) 33 min 38 s 38                                                         |
| 100 m haies       | Susanna Kallur (SWE) 12 s 96                                                  | Jenny Kallur (SWE) 13 s 19                                                                   | Tessy Prediger (GER) 13 s 31                                                                     |
| 400 m haies       | Sylvanie Morandais (FRA) 56 s 30                                              | Aleksandra Pieluzek (POL) 56 s 51                                                            | Irêna Žauna (LAT) 57 s 03                                                                        |
| 3 000 m steeple   | Melanie Schulz (GER) 10 min 03 s 34                                           | Lívia Tóth (HUN) 10 min 04 s 99                                                              | Sigrid Vanden Bempt (BEL) 10 min 08 s 46                                                         |
| 4 × 100 m         | Royaume-Uni Susan Burnside Helen Roscoe Sabrina Scott Abi Oyepitan 44 s 31    | Biélorussie Yuliya Bartsevich Aksana Drahun Alena Neumiarzhitskaya Yevgeniya Likhuta 44 s 64 | Finlande Elina Lax Heidi Hannula Johanna Manninen Katja Salivaara 44 s 76                        |
| 4 × 400 m         | Royaume-Uni Karen Gear Jenny Meadows Tracey Duncan Helen Thieme 3 min 31 s 74 | Pologne Aleksandra Pielużek Aneta Lemiesz Monika Bejnar Justyna Karolkiewicz 3 min 32 s 38   | Ukraine Natalya Zhuravlyova Natalya Sidorenko Yuliya Gurtovenko Antonina Yefremova 3 min 34 s 16 |
| 20 km marche      | Elisa Rigaudo (ITA) 1 h 29 min 54 s                                           | Ryta Turava (BLR) 1 h 30 min 15 s                                                            | Larisa Safronova (RUS) 1 h 32 min 06 s                                                           |
| Saut en hauteur   | Ruth Beitia (ESP) 1,87 m                                                      | Candeger Kilinçer (TUR) 1,87 m Marina Kuptsova (RUS) 1,87 m                                  | Non décernée                                                                                     |
| Saut à la perche  | Monika Pyrek (POL) 4,40 m                                                     | Annika Becker (GER) 4,40 m                                                                   | Carolin Hingst (GER) 4,30 m                                                                      |
| Saut en longueur  | Jade Johnson (GBR) 6,52 m                                                     | Concepción Montaner (ESP) 6,46 m                                                             | Aurélie Félix (FRA) 6,41 m                                                                       |
| Triple saut       | Irina Vasilyeva (RUS) 13,80 m                                                 | Marija Martinovic (YUG) 13,72 m                                                              | Amy Zongo (FRA) 13,68 m                                                                          |
| Lancer du poids   | Nadezhda Ostapchuk (BLR) 19,73 m                                              | Lucica Ciobanu (ROU) 17,59 m                                                                 | Kathleen Kluge (GER) 17,06 m                                                                     |
| Lancer du disque  | Mélina Robert-Michon (FRA) 58,52 m                                            | Ileana Brîndusoiu (ROU) 58,25 m                                                              | Olga Goncharenko (BLR) 57,71 m                                                                   |
| Lancer du marteau | Manuela Montebrun (FRA) 66,73 m                                               | Sini Pöyry (FIN) 64,71 m                                                                     | Cecilia Nilsson (SWE) 64,06 m                                                                    |
| Lancer du javelot | Nikolett Szabó (HUN) 60,69 m                                                  | Mercedes Chilla (ESP) 57,78 m                                                                | Moonika Aava (EST) 56,12 m                                                                       |
| Heptathlon        | Līga Klavina (LAT) 6 279 pts                                                  | Svetlana Sokolova (RUS) 6 179 pts                                                            | Austra Skujyté (LTU) 6 087 pts                                                                   |